# Soligenix
La Soligenix Inc. è un'azienda statunitense che opera nel campo delle biotecnologie e della biofarmaceutica attiva nell'ambito della ricerca, sviluppo e commercializzazione di farmaci. Fondata nel 1987 da Christopher J. Schaber ha la sede a Princeton (New Jersey) è quotata al Nasdaq.

## Storia
La Soligenix è un'azienda biofarmaceutica in fase avanzata specializzata nello sviluppo di trattamenti per le malattie rare. 
La società ha attivato due segmenti di ricerca: il primo specializzato in bioterapia sta sviluppando una nuova terapia fotodinamica che utilizza la luce visibile sicura per il trattamento del linfoma cutaneo  e formulazioni brevettate per la prevenzione e trattamento dei disturbi gastrointestinali caratterizzati da grave infiammazione, compresa la malattia di Crohn pediatrica e l'enterite acuta da radiazioni; il secondo comprende il programma di sviluppo del RiVax e programmi di ricerca per identificare e sviluppare nuovi vaccini mirati alle infezioni virali tra cui Ebola, Marburg e SARS-CoV-2.
Il National Institute of Allergy and Infectious Diseases (NIAID) ha finanziato lo sviluppo di RiVax, un farmaco contro la tossina della ricina ottenuto come sottoprodotto della produzione di olio di ricino,  con un costo stimato di $ 24,7 milioni. La maggior parte del lavoro è stata condotta a Baltimora, nel Maryland, presso lo stabilimento di produzione di Emergent BioSolutions Inc.. Un'espansione dello stabilimento di Baltimora, terminata nel 2017, ha ricevuto finanziamenti per 163 milioni di dollari dal governo degli Stati Uniti.
Nel gennaio 2020, Emergent ha informato Soligenix di problemi di produzione, avendo fornito dosi di RiVax "fuori specifica", causando la sospensione dello studio anche dopo che due partecipanti allo studio avevano ricevuto dosi. 
Nell'aprile 2020, il Dipartimento della salute e dei servizi umani statunitense ha annunciato che non avrebbe fornito ulteriori finanziamenti per gli studi clinici di RiVax, sebbene l'agenzia non abbia annunciato se ciò fosse correlato a problemi precedenti.  

## CiVax
Il 28 settembre 2021, Soligenix ha annunciato i risultati dei test di efficacia del candidato vaccino contro il SARS-Cov-2 CiVax su primati non umani. Il CiVax ha dimostrato risposte anticorpali neutralizzanti ad ampio spettro durature non solo contro il ceppo originale di Covid-19, ma anche contro le varianti Beta, Gamma e Delta. Questo studio di immunogenicità è preclinico, quindi ci sono ancora diversi passaggi prima che CiVax possa essere implementato come opzione vaccinale globale tuttavia mostra il potenziale per aiutare la lotta alla pandemia.